# Rutelinae
Die Rutelinae (Typusgattung Rutela Latreille, 1802) sind eine Unterfamilie der Blatthornkäfer (Scarabaeidae), die weltweit vorkommen, mit einem Verbreitungsschwerpunkt in der Neotropis. Die Unterfamilie umfasst rund 200 Gattungen mit mehr als 4000 beschriebenen Arten, davon rund 60 in Europa. Die Imagines weisen oft einen auffälligen metallischen oder irisierenden Glanz auf (z. B. die Gattung Chrysina).

## Merkmale
Rutelinae sind länglich ovale Käfer. Ihre Antennen weisen je 9 bis 10, die Fühlerkeulen 3 Segmente auf. Das Scutellum ist gut sichtbar. Die Tarsalklauen aller Beine sind von ungleicher Länge oder Größe und unabhängig beweglich, häufig an der Spitze leicht geteilt. Das Onychium (Anhängsel zwischen den Krallen) ist seitlich abgeflacht. Das Analschild (Pygidium) liegt frei und wird nicht von den Elytren bedeckt.

## Tribus
Nach Bouchard et al., 2011:
- Adoretini Burmeister, 1844
- Alvarengiini Frey, 1975
- Anatistini Lacordaire, 1856
- Anomalini Streubel, 1839
- Anoplognathini MacLeay, 1819
- Geniatini Burmeister, 1844
- Rutelini MacLeay, 1819

Einige Autoren zählen auch die Hopliini zu den Rutelinae, doch dies wird nicht allgemein akzeptiert. Bouchard et al. stellt sie zu den Melolonthinae.

## Genera und ausgewählte Arten
Genera gemäß NCBI:
- Adoretus
- Anisoplia
  - Anisoplia austriaca – Südlicher Getreide-Laubkäfer
- Anomala
  - Anomala dubia – Kleiner Julikäfer
- Anomalorhina
- Anoplognathus
- Anoplostethus
- Anticheira
- Blithopertha
- Blitopertha
- Brachysternus
- Callistethus
- Calloodes
- Chaetopteroplia
  - Chaetopteroplia segetum – Getreidelaubkäfer
- Chlorota
- Chrysina
- Cotalpa
- Exomala
- Heteronychus
- Hylamorpha
- Isoplia
- Lepadoretus
- Mimadoretus
- Mimela
  - Mimela junii
- Oryctomorphus
- Paracotalpa
- Paraschizognathus
- Parastasia
- Pelidnota
- Phalangogonia
- Phyllopertha
  - Phyllopertha horticola – Gartenlaubkäfer
- Platycoelia
- Plusiotis
- Popillia
  - Popillia japonica – Japankäfer
- Proagopertha
- Prodoretus
- Repsimus
- Rutela
- Schizognathus
- Spodochlamys
- Strigoderma
- Trigonostomum
- Trioplognathus